# The Rummage Sale (film, 1910)
The Rummage Sale est un film muet américain réalisé par Sam Morris et sorti en 1910.

## Fiche technique
- Réalisation : Sam Morris
- Date de sortie :  États-Unis : 12 décembre 1910

## Distribution
- Dot Farley
- Adrienne Kroell